# ايمي كلامبيت
ايمي كلامبيت (بالإنجليزية: Amy Clampitt)‏ (و. 1920 – 1994 م) هي كاتِبة، وشاعرة أمريكية، ولدت في نيو بروفيدانس، كانت عضوةً في الأكاديمية الأمريكية للفنون والآداب، توفيت في لينوكس، ماساتشوستس، عن عمر يناهز 74 عاماً.

## التعليم
تعلمت في Grinnell College ‏، في تخصص دراسات اللغة الإنجليزية، وتحصلت منها على بكالوريوس في الفنون (حتى 1941)
.

## جوائز
حصلت على جوائز منها:
- زمالة غوغنهايم
- زمالة ماك آرثر

## روابط خارجية
- ايمي كلامبيت على موقع الموسوعة البريطانية (الإنجليزية)